# Зильбер, Отто
Отто Зильбер (с 1938 года — Силлапере; эст. Otto Silber-Sillapere; 5 (17) марта 1893, Кехтна, Эстляндская губерния — 23 декабря 1940, Сауэ) — эстонский футболист, защитник. Игрок сборной Эстонии.

## Биография
Был одним из пионеров футбола в Эстонии. Участник первого официального футбольного матча между таллинскими клубами «Метеор» и «Меркур» 6 апреля 1909 года (в составе «Метеора»). В составе сборной Ревеля — участник второй Всероссийской спортивной олимпиады в Риге в 1914 году, команда заняла третье место из трёх участников.
После провозглашения независимости Эстонии был призван в сборную страны и стал её первым капитаном. Участник первого в истории официального матча сборной — 17 октября 1920 года против Финляндии. Участник футбольного турнира Олимпиады-1924, где вышел на поле в единственной игре своей команды — против сборной США (0:1). Всего за сборную в 1920—1926 годах провёл 20 матчей, из них в первых девяти был капитаном.
На клубном уровне стал финалистом первого розыгрыша чемпионата Эстонии в 1921 году, проводившегося по олимпийской системе. В финале, выступая за «Таллинский футбольный клуб», отличился одним голом, однако его команда уступила «Спорту» 3:5.
Помимо игровой карьеры также был футбольным арбитром, входил в правление клуба ТЯК и Футбольной федерации Эстонии. В 1924 году представлял Эстонию на конгрессе FIFA в Париже.
Участник Первой мировой войны и Эстонской освободительной войны. Был членом организации Кайтселийт. Награждён Орденом Орлиного креста V класса.
В декабре 1940 года погиб в автокатастрофе в местности Сауэ под Таллином. Похоронен на Военном кладбище Таллина.

## Личная жизнь
Родители — Март Зильбер (1860—1932) и Лийсо (дев. Трейманн). Брат Аугуст-Мартин (1895—1942) также был футболистом и играл за сборную Эстонии.